# Лук мелкоголовый
Лук мелкоголовый (лат. Allium tytthocephalum) — многолетнее травянистое растение, вид рода Лук (Allium) семейства Луковые (Alliaceae).

## Распространение и экология
В природе ареал вида охватывает Алтай и Саяны. Эндемик.
Произрастает на щебнистых склонах в альпийском поясе.
Цветет в июле.

## Ботаническое описание
Луковицы узкоконические, почти цилиндрические, толщиной 0,5—0,75 см, по 1—2 прикреплены к горизонтальному или восходящему корневищу, с черноватымы пленчатыми, цельными оболочками. Стебель высотой 15—25 см, ребристый, в верхней части обоюдоострый.
Листья в числе 2—4, сближенные при основании стебля, полуцилиндрические, желобчатые, шириной 1—2 мм, по краю шероховатые, немного короче стебля.
Зонтик полушаровидный, немногоцветковый, густой. Листочки широко-колокольчатого околоцветника пурпурные с мало заметной жилкой, длиной 5—6 мм, яйцевидные или широкоэллиптические, тупые, наружные лодочковидные, на четверть короче внутренних. Нити тычинок пурпурные, немного длиннее листочков околоцветника, при самом основании между собой и с околоцветником сросшиеся, цельные, шиловидные, почти равные. Столбик выдается из околоцветника.
Коробочка в полтора раза короче околоцветника.

## Таксономия
Вид Лук мелкоголовый входит в род Лук (Allium) семейства Луковые (Alliaceae) порядка Спаржецветные (Asparagales).
|  |                                      |  |                                                             |                                                             |                   |  | ещё 24 семейства (согласно Системе APG II) | ещё 24 семейства (согласно Системе APG II) |                      |  |  |  | ещё более 870 видов |
|  |                                      |  |                                                             |                                                             |                   |  | ещё 24 семейства (согласно Системе APG II) | ещё 24 семейства (согласно Системе APG II) |                      |  |  |  | ещё более 870 видов |
|  |                                      |  |                                                             | порядок Спаржецветные                                       |                   |  |                                            |                                            | род Лук              |  |  |  |                     |
|  |                                      |  |                                                             | порядок Спаржецветные                                       |                   |  |                                            |                                            | род Лук              |  |  |  |                     |
|  | отдел Цветковые, или Покрытосеменные |  |                                                             |                                                             | семейство Луковые |  |                                            |                                            | вид Лук мелкоголовый |  |  |  |                     |
|  | отдел Цветковые, или Покрытосеменные |  |                                                             |                                                             | семейство Луковые |  |                                            |                                            |                      |  |  |  |                     |
|  |                                      |  | ещё 44 порядка цветковых растений (согласно Системе APG II) | ещё 44 порядка цветковых растений (согласно Системе APG II) |                   |  |                                            | ещё около 300 родов                        | ещё около 300 родов  |  |  |  |                     |
|  |                                      |  |                                                             | ещё 44 порядка цветковых растений (согласно Системе APG II) |                   |  |                                            |                                            | ещё около 300 родов  |  |  |  |                     |